# دوري هونغ كونغ لكرة القدم 2005–06
دوري هونغ كونغ لكرة القدم 2005–06 (بالصينية: 2005–06年香港甲組足球聯賽) هو الموسم 61 من دوري هونغ كونغ لكرة القدم ‏. كان عدد الأندية المشاركة فيه 8، وفاز فيه نادي هابي فالي ‏.